# Baron Dinorben
Baron Dinorben, of Kinmel Hall in the County of Denbigh, war ein erblicher britischer Adelstitel in der Peerage of the United Kingdom.
Der Titel wurde am 10. September 1831 für den Unterhausabgeordneten William Hughes geschaffen.
Der Titel erlosch beim Tod seines jüngeren Sohnes, des 2. Barons, am 6. Oktober 1852.

## Liste der Barons Dinorben (1831)
- William Lewis Hughes, 1. Baron Dinorben (1767–1852)
- William Lewis Hughes, 2. Baron Dinorben (1821–1852)